# Verbandsgemeinde Bad Sobernheim
Die Verbandsgemeinde Bad Sobernheim war eine Gebietskörperschaft im Landkreis Bad Kreuznach in Rheinland-Pfalz. Der Verbandsgemeinde gehörten die Stadt Bad Sobernheim sowie 18 weitere Ortsgemeinden an, der Verwaltungssitz war in der Stadt Bad Sobernheim.
Zum 1. Januar 2020 fusionierte die Verbandsgemeinde mit der Verbandsgemeinde Meisenheim zur Verbandsgemeinde Nahe-Glan.

## Verbandsangehörige Gemeinden
| Ortsgemeinde, Stadt             | Fläche (km²) |
| ------------------------------- | ------------ |
| Auen                            | 2,71         |
| Bad Sobernheim, Stadt           | 54,01        |
| Bärweiler                       | 6,11         |
| Daubach                         | 2,91         |
| Ippenschied                     | 2,62         |
| Kirschroth                      | 7,64         |
| Langenthal                      | 2,71         |
| Lauschied                       | 4,78         |
| Martinstein                     | 0,39         |
| Meddersheim                     | 13,15        |
| Merxheim                        | 17,05        |
| Monzingen                       | 12,18        |
| Nußbaum                         | 5,92         |
| Odernheim am Glan               | 13,26        |
| Rehbach                         | 2,21         |
| Seesbach                        | 6,06         |
| Staudernheim                    | 11,48        |
| Weiler bei Monzingen            | 5,87         |
| Winterburg                      | 2,57         |
| Verbandsgemeinde Bad Sobernheim | 173,61       |

## Geschichte
1968 entstand aus dem Amt Sobernheim die Verbandsgemeinde Sobernheim.
Sie wurde zum 11. Dezember 1995 umbenannt in Verbandsgemeinde Bad Sobernheim.

### Bevölkerungsentwicklung
Die Entwicklung der Einwohnerzahl bezogen auf das Gebiet der Verbandsgemeinde Bad Sobernheim; die Werte von 1871 bis 1987 beruhen auf Volkszählungen:
| Jahr | Einwohner |
| 1815 | 10.544    |
| 1835 | 9.357     |
| 1871 | 13.646    |
| 1905 | 14.539    |
| 1939 | 15.448    |
| 1950 | 17.474    |

| Jahr | Einwohner |
| 1961 | 17.851    |
| 1970 | 19.402    |
| 1987 | 18.008    |
| 1997 | 18.481    |
| 2005 | 18.413    |

## Verbandsgemeinderat

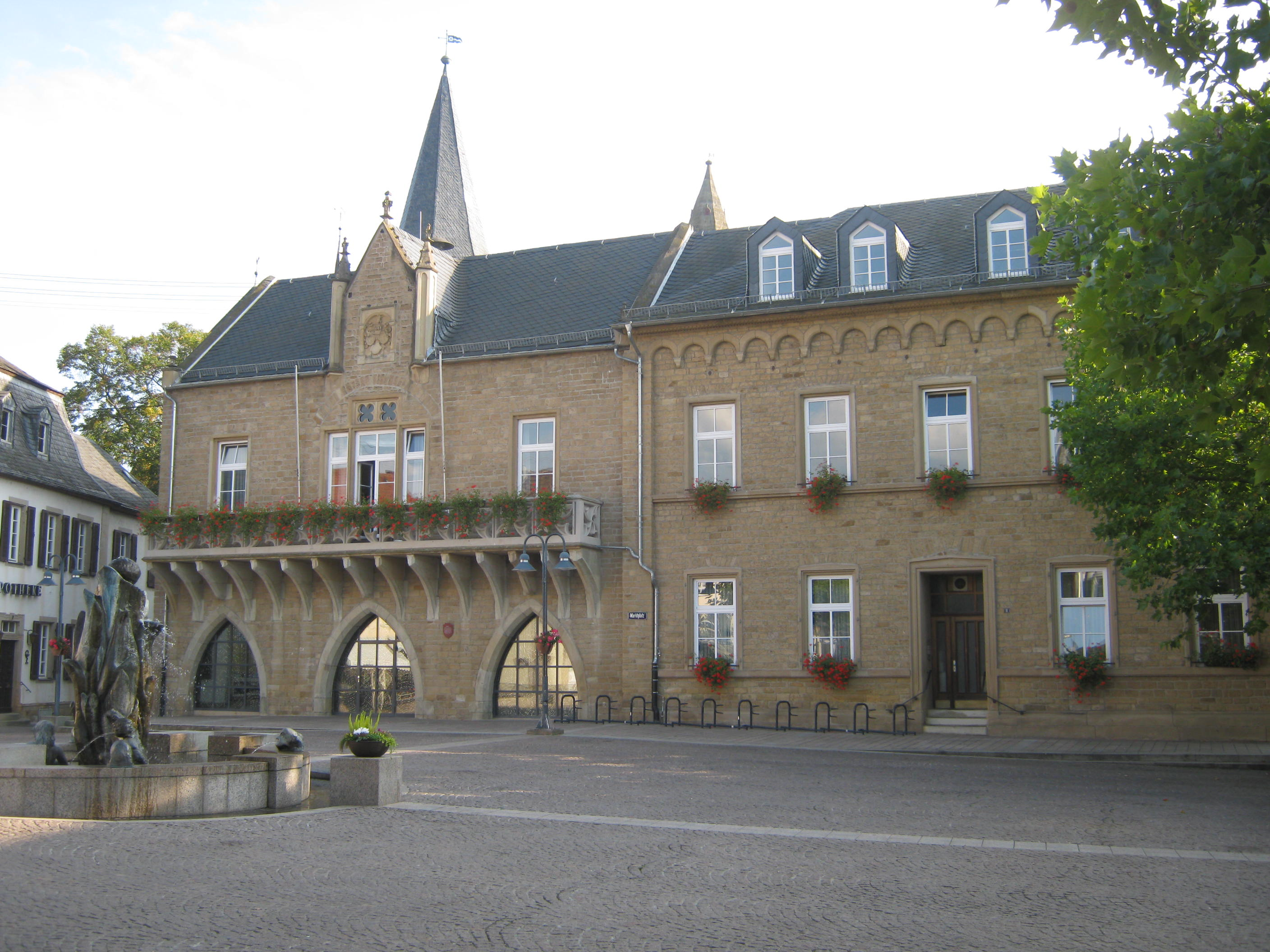
Rathaus, Verwaltung der Verbandsgemeinde Bad Sobernheim

Aufgrund der zum 1. Januar 2020 anstehenden Fusion der Verbandsgemeinden Bad Sobernheim und Meisenheim wird nicht bei der allgemeinen  Kommunalwahl am 26. Mai 2019, sondern erst am 24. November 2019, dann aber bereits in Neustruktur gewählt. Die Amtszeit der bisherigen Verbandsgemeinderäte wurde per Landesgesetz bis zum 31. Dezember 2019 verlängert. Der somit für das gesamte Kalenderjahr 2019 noch amtierende Verbandsgemeinderat Bad Sobernheim besteht aus 32 ehrenamtlichen Ratsmitgliedern, die bei der Kommunalwahl am 25. Mai 2014 in einer personalisierten Verhältniswahl gewählt wurden, und dem hauptamtlichen Bürgermeister als Vorsitzendem.
Die Sitzverteilung im Verbandsgemeinderat:
| Wahl | SPD | CDU | GRÜNE | FDP | LINKE | FWG | Gesamt   |
| ---- | --- | --- | ----- | --- | ----- | --- | -------- |
| 2014 | 13  | 10  | 3     | 2   | 1     | 3   | 32 Sitze |
| 2009 | 11  | 11  | 3     | 3   | 1     | 3   | 32 Sitze |
| 2004 | 11  | 10  | 3     | 3   | –     | 5   | 32 Sitze |

- FWG = Freie Wählergemeinschaft Verbandsgemeinde Bad Sobernheim e.V.

## Bürgermeister
Hauptamtlicher Bürgermeister der Verbandsgemeinde Bad Sobernheim ist Rolf Kehl (CDU). Bei der Stichwahl am 8. Juni 2014 wurde er mit einem Stimmenanteil von 50,7 % (ein Unterschied von 82 Wählerstimmen) in seinem Amt bestätigt, nachdem bei der Direktwahl am 25. Mai 2014 keiner der ursprünglich drei Bewerber die notwendige Mehrheit erreicht hatte. Die eigentlich achtjährige Amtszeit Kehls endet wegen der Fusion der beiden Verbandsgemeinden Bad Sobernheim und Meisenheim durch ein Landesgesetz bereits vorzeitig am 31. Dezember 2019.